# Jerome Symons
Jerome Henricus Wilhelmus (Jerome) Symons (Nijmegen, 27 september 1949) is een Nederlandse beeldhouwer. Zijn achternaam wordt ook wel geschreven als Sijmons, Symonis en Seymons.

## Leven en werk
Symons, opgeleid aan de Gerrit Rietveld Academie in Amsterdam, vestigde zich als beeldend kunstenaar in Arnhem. Symons heeft beelden gemaakt voor de publieke ruimte in binnen- en buitenland. In het buitenland is onder meer werk van hem te zien in Italië (Venetië), Duitsland (Keulen), Frankrijk (Parijs), Turkije (Istanboel), Taiwan (Taipei), China, de Verenigde Staten (New York) en Zuid-Korea (Icheon). Naast beeldhouwer was hij als docent verbonden aan de Koninklijke Academie voor Kunst en Vormgeving in 's-Hertogenbosch. Naast sculpturen maakte Symons ook videofilms en publiceerde hij geregeld over kunst.
Voor een school in Gouda, het Crabethcollege (later het ID college) maakte hij een monumentale toegangspoort. De blauwe wolk op de beide zuilen is een computerbewerking van het bladerdak van een oerwoud in Maleisië.
Werk van Symons is opgenomen in de collectie van de gemeente Almere: Present (1990) een kunstwerk, dat geplaatst is in het Koningin Beatrixpark aldaar.
In 2007 en 2008 was Symons een van de gangmakers van het debat over de herverdeling van kunstsubsidies. Voor Symons "is de kunst onmisbaar omdat zij de onzekerheid verbeeldt".

## Werken (selectie)
- Zonder titel - Amersfoort (1987)
- Het zesde zintuig - Nijmegen (1987)
- Drietrapsspiegel - Eibergen (1991)
- Zonder titel - Utrecht (1992)
- Mijn liefde neemt de vormen van het vliegen aan - Niek Engelschmannlaan (Emancipatiebuurt) in Nijmegen (1995)
- Head in the Clouds - Arnhem (1996)
- Schateiland - Arnhem (1986)
- Kleine Zeeheld - Hellevoetsluis (1996)
- De Koningsvogel - Niftrik (1999)
- De dryade - Woerden (2000) Great Actors - Den Helder (2000)
- Singing in the Rain - Icheon, Zuid-Korea (2004)
- Episcopal Palace - Breda (2005)
- Short Story - Garderen (2007)
- Deel dit moment - Thaliaplein in Bergen op Zoom (2010)
- Archipel - Doornenburg[6]

## Fotogalerij

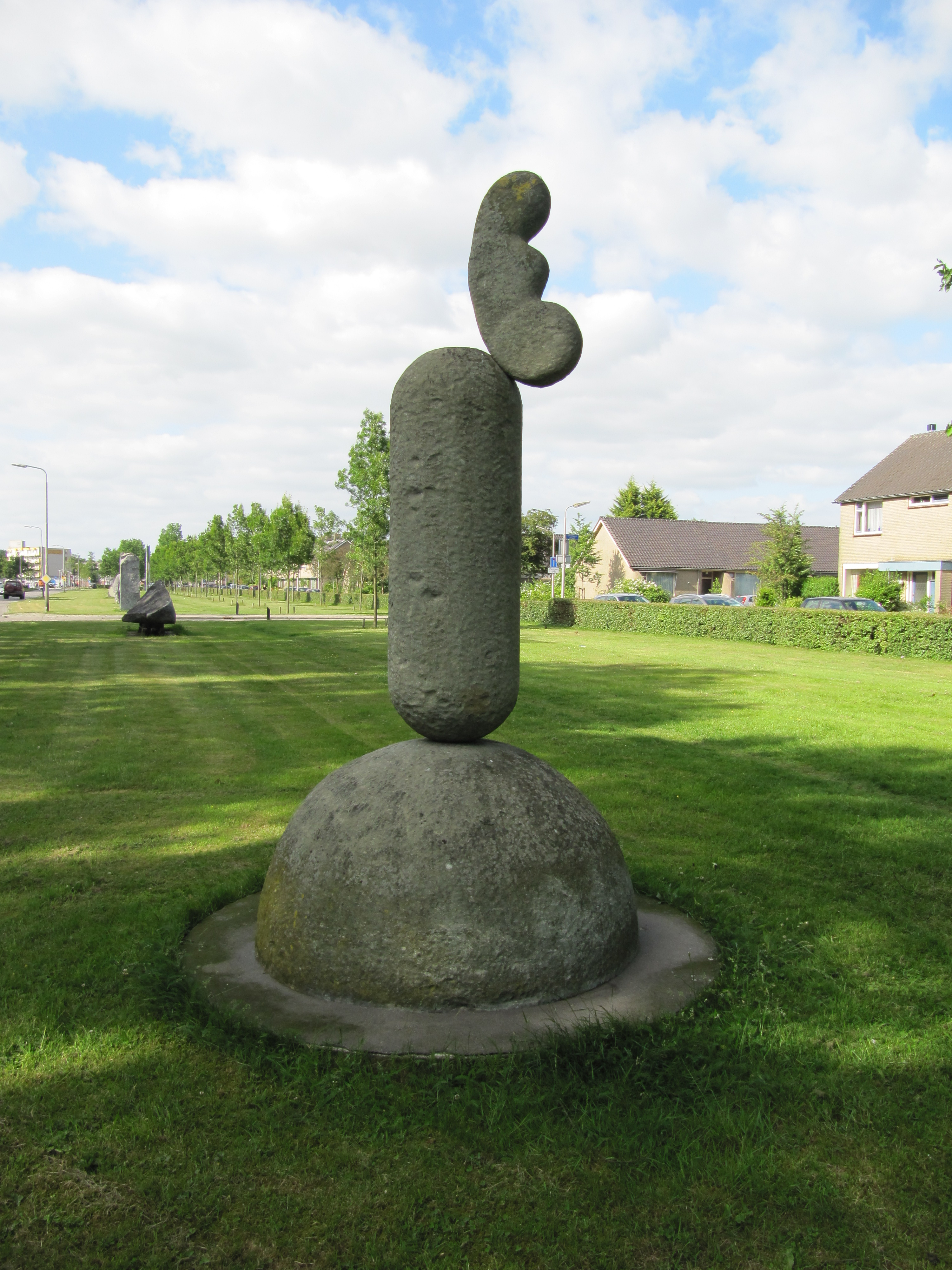
Zonder titel (1987), Amersfoort
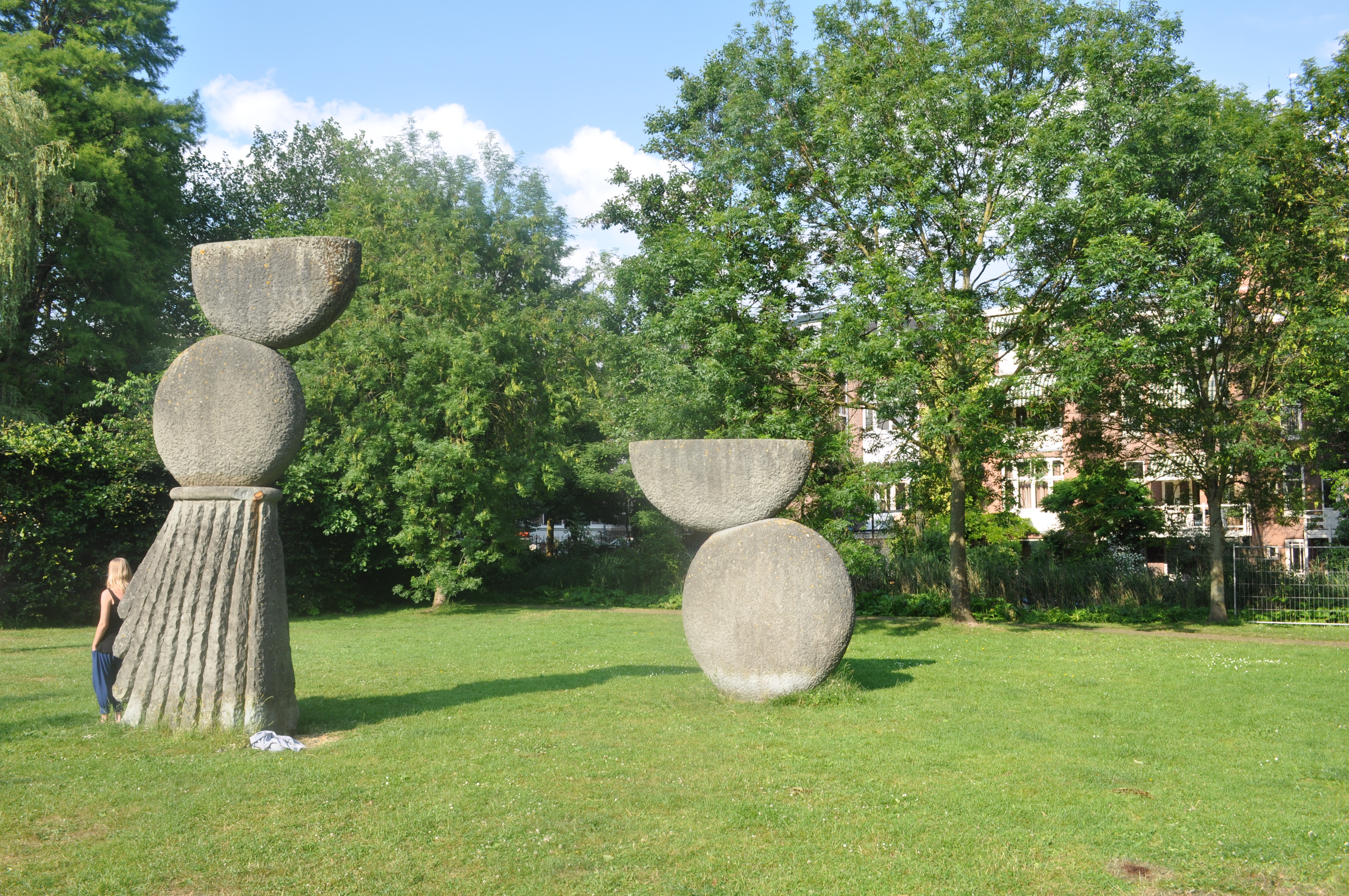
Zonder titel (1992), Utrecht
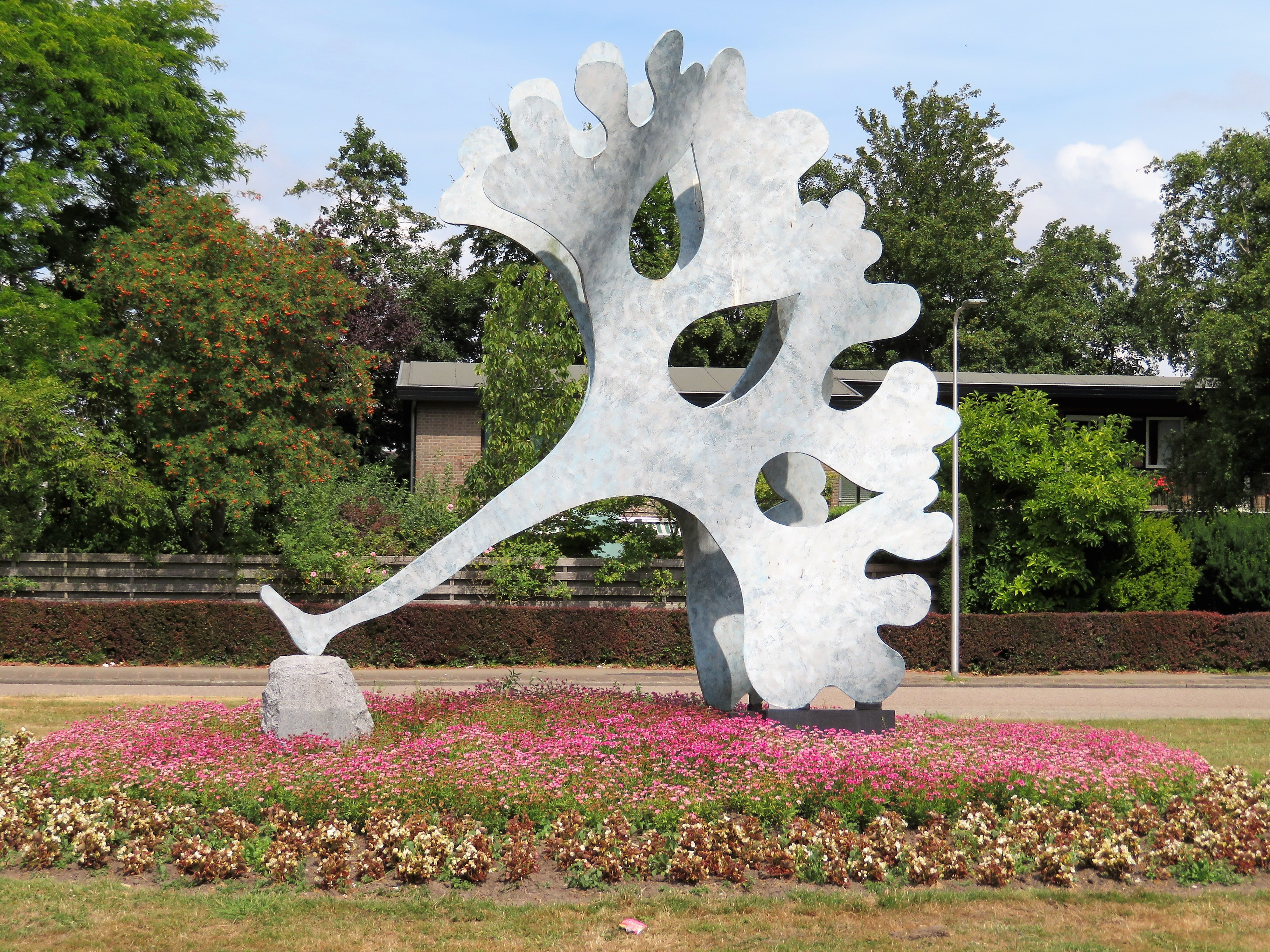
Kleine Zeeheld (1996), Hellevoetsluis
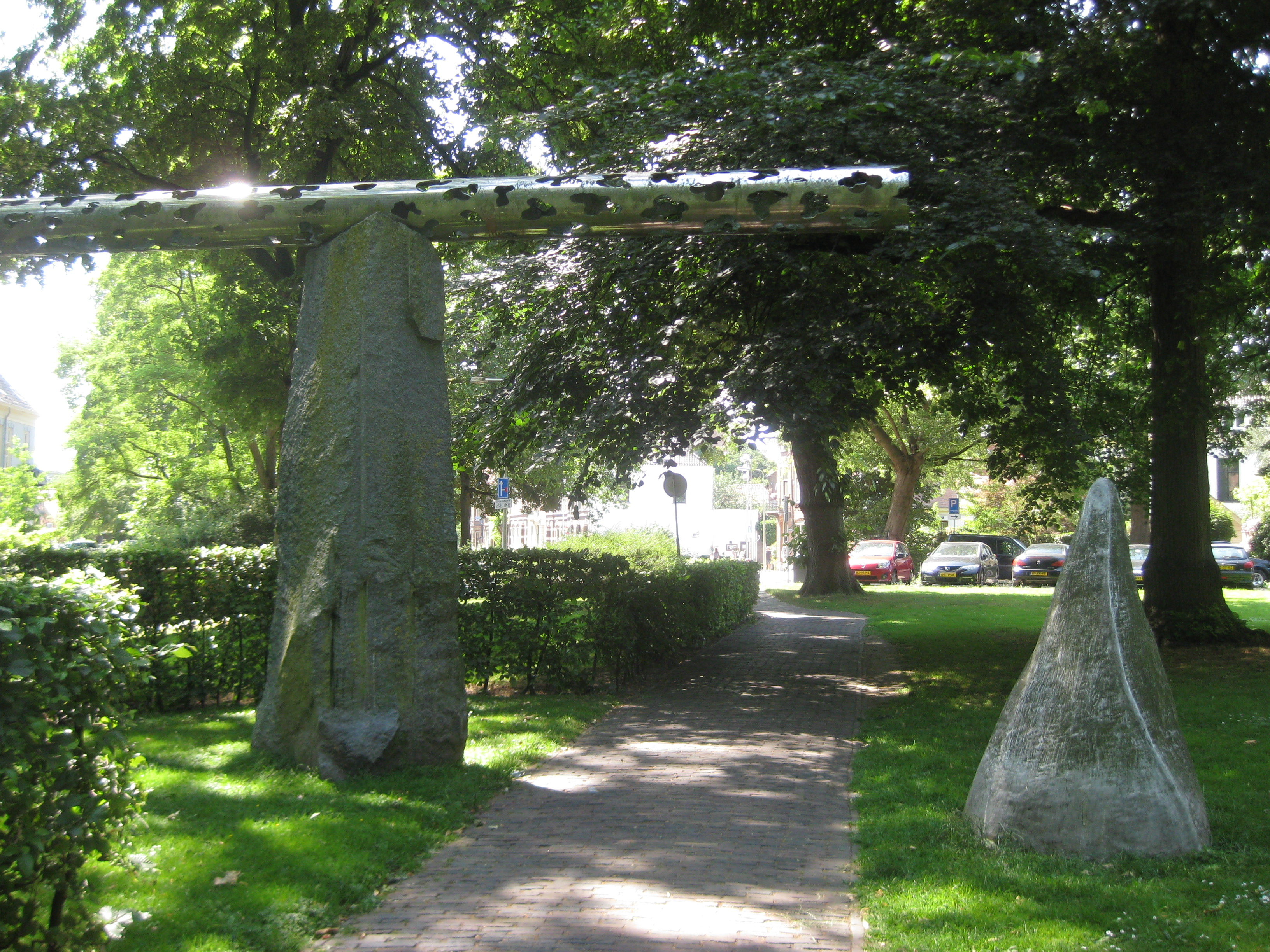
Tussen de buien door (1997), Zutphen
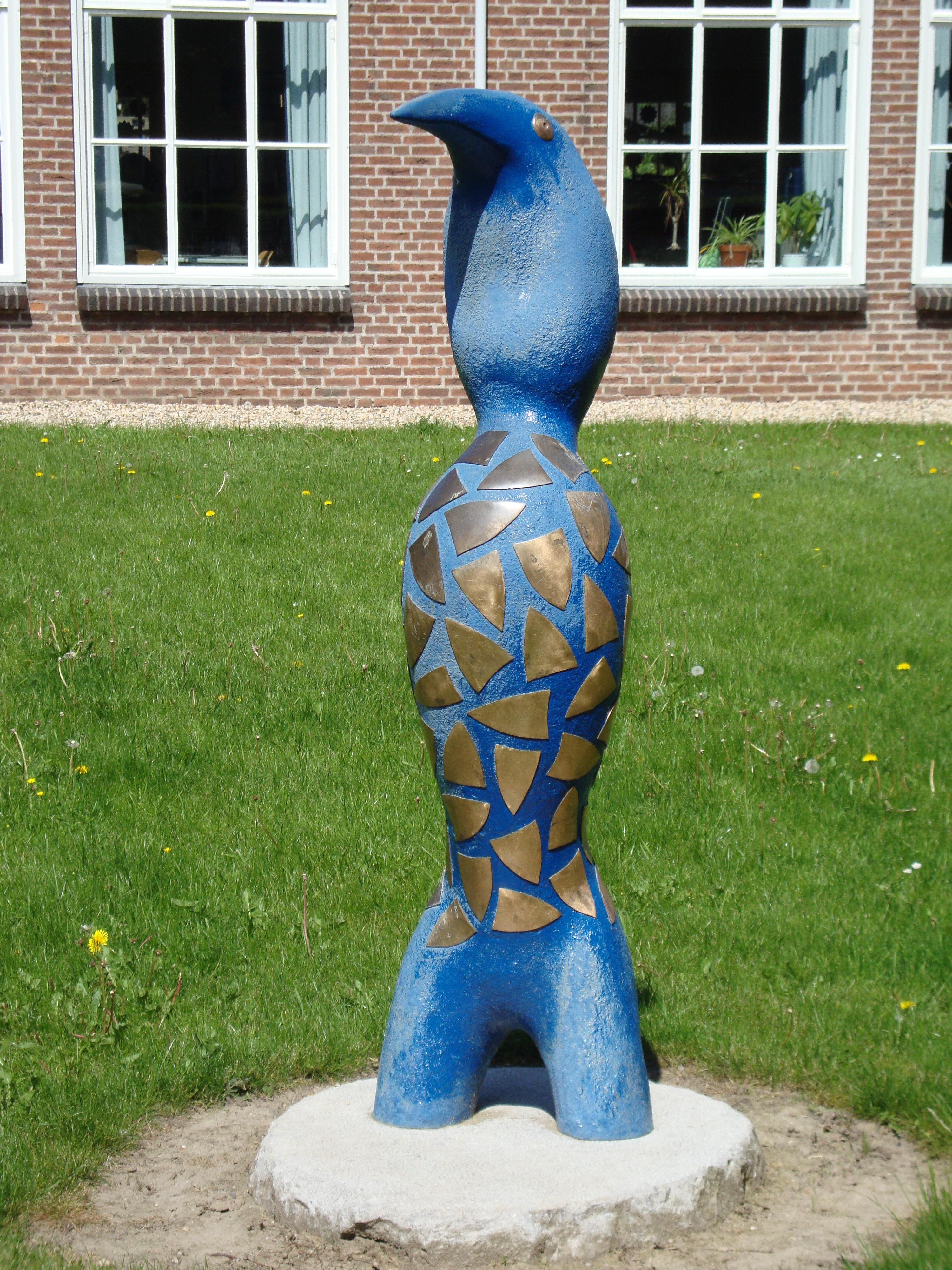
De Koningsvogel (1999), Niftrik
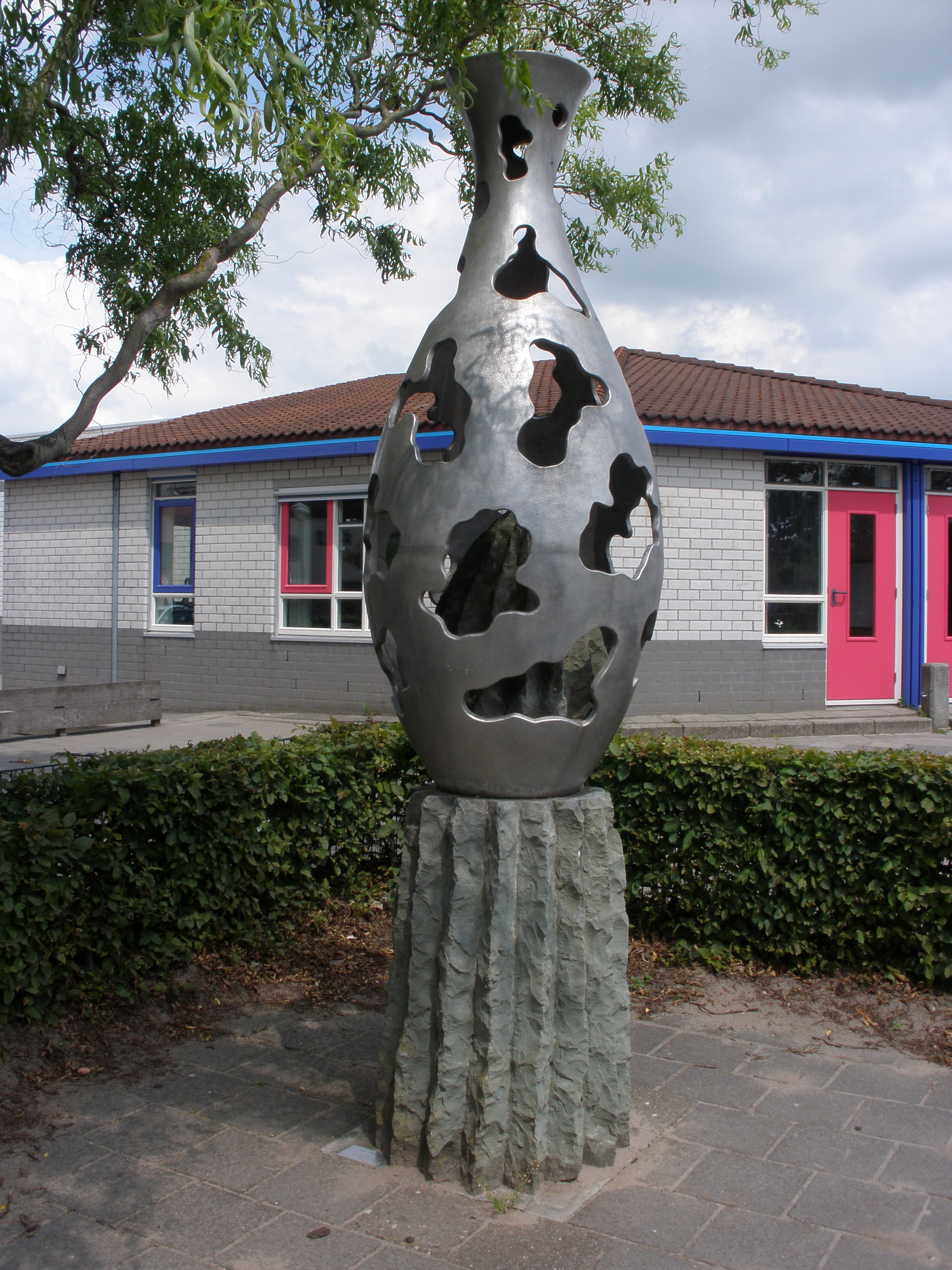
De dryade (2000), Woerden
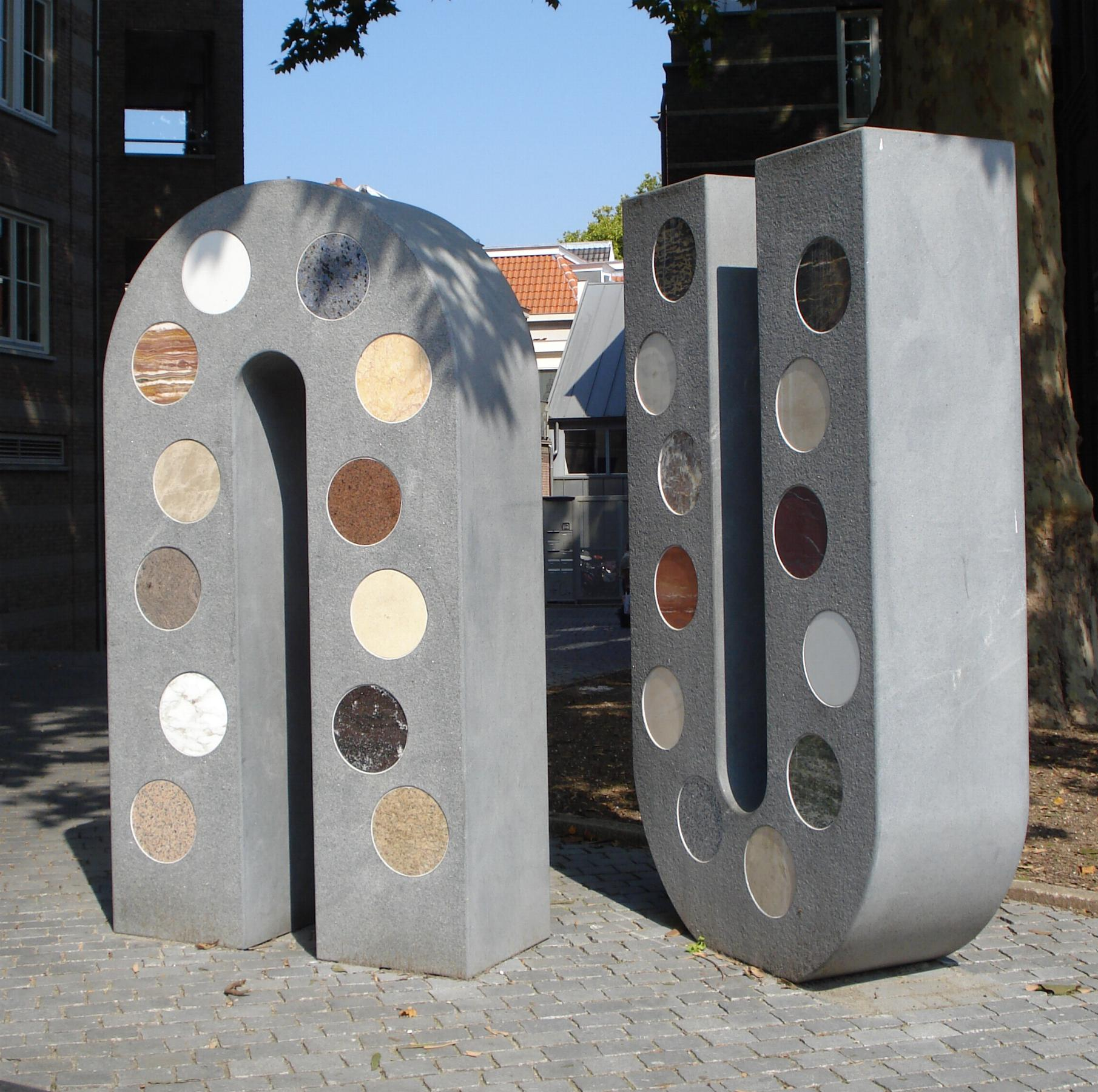
Deel dit moment (2010), Bergen op Zoom
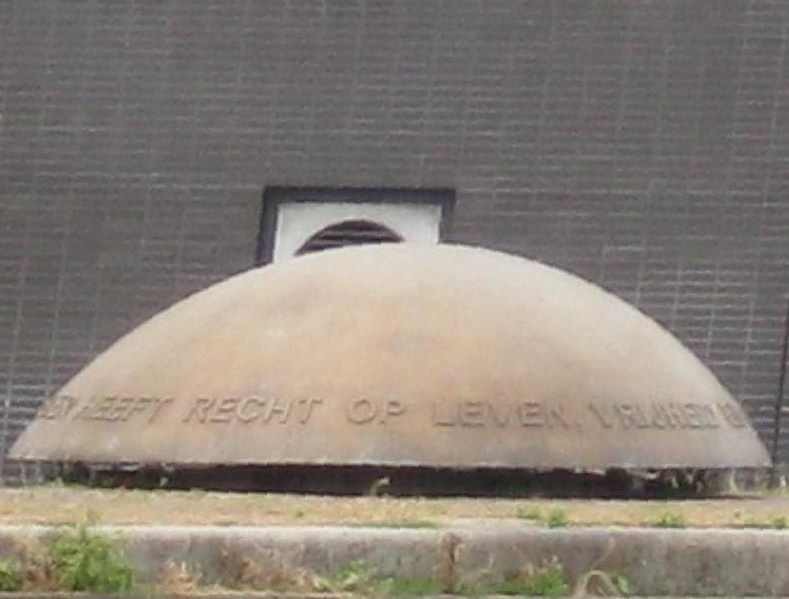
Klankschaal, (2010), Zaandam